# Gaussicuma vanhoeffeni
Gaussicuma vanhoeffeni är en kräftdjursart som beskrevs av John Todd Zimmer 1907. Gaussicuma vanhoeffeni ingår i släktet Gaussicuma och familjen Bodotriidae. Inga underarter finns listade i Catalogue of Life.